# 齊氏指蝦蛄
齊氏指蝦蛄（学名：Gonodactylus childi）为指蝦蛄科指蝦蛄屬下的一个种。